# WABC-TV
WABC-TV, en el canal 7, es la estación principal de la American Broadcasting Company, ubicada en Nueva York. WABC-TV es conocida en los círculos de radiotelevisión por su exitosa versión del formato Eyewitness News, y por su programa matinal Live with Kelly and Ryan, sindicado nacionalmente por la división corporativa Disney-ABC Domestic Television.
En las pocas áreas del este de Estados Unidos donde la programación de ABC no está disponible en señal abierta, WABC-TV se puede ver vía satélite a través de DirecTV, la cual también distribuye la señal del canal a Latinoamérica.

## Historia
La estación salió al aire el 10 de agosto de 1948 como WJZ-TV, la primera de las tres estaciones que fueron lanzadas por la American Broadcasting Company ese año, siendo WENR-TV (actual WLS-TV) de Chicago y WXYZ-TV de Detroit las otras dos. La sigla del canal 7 provenía de su entonces radioemisora hermana, WJZ (770 AM, actual WABC). En sus primeros años, WJZ-TV emitía programación como una estación independiente debido a que la cadena de televisión ABC aún estaba, en su mayoría, siendo planeada; las estaciones adquiridas por ABC emitieron programación común durante este período. La sigla fue cambiada a WABC-TV el 1 de marzo de 1953, luego de que ABC fusionara sus operaciones con United Paramount Theaters, una firma que se separó de Paramount Pictures, por medio de un decreto del gobierno de los Estados Unidos. La sigla WJZ fue después reasignada a la estación afiliada a CBS en Baltimore, a pesar de que esa estación fue una afiliada a ABC por mera coincidencia hasta 1995.
El 11 de septiembre de 2001, la planta transmisora de WABC-TV, así como las de otros ocho canales de televisión locales y varias radioemisoras, fueron destruidas cuando dos aviones secuestrados chocaron contra las Torres Gemelas del World Trade Center, destruyéndolas. Inmediatamente después de aquello, WABC-TV envió su señal a varias estaciones UHF que aún estaban transmitiendo (destacando WNYE-TV), antes de establecer dependencias temporales en Alpine, Nueva Jersey. Las transmisiones posteriormente comenzaron a realizarse desde la antena del Edificio Empire State.

### Incendio en los estudios

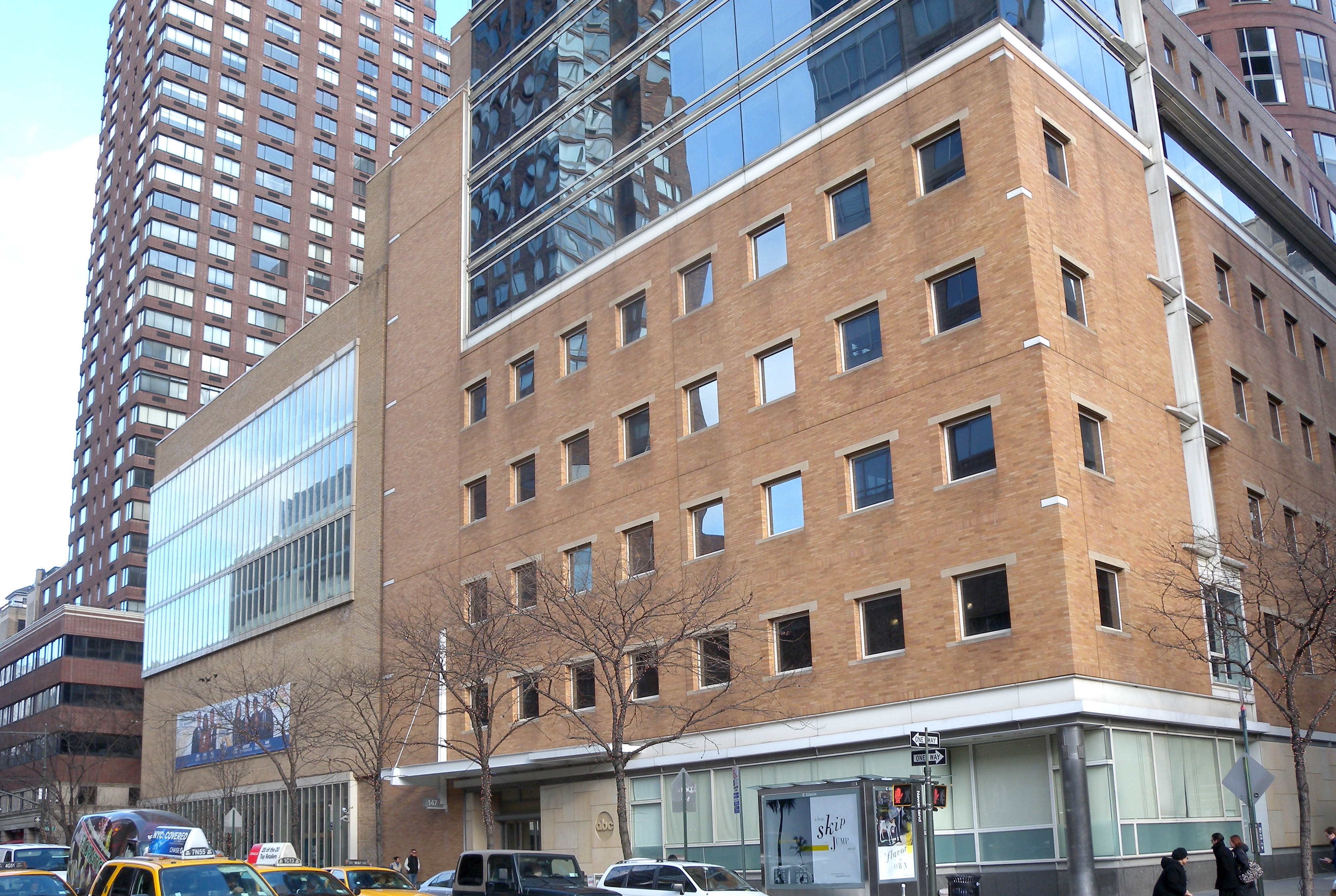
Estudios de WABC-TV en Upper West Side.

El 27 de mayo de 2007, los estudios de WABC-TV sufrieron un daño mayor como resultado de un incendio que afectó a la estación, sacándola del aire poco antes del inicio del noticiero de las 11:00 p. m.. De acuerdo a los reportes preliminares, el incendio pudo haberse originado por un reflector que entró en contacto con una de las cortinas ubicadas dentro del estudio del noticiero; el sitio web de WABC-TV después reportó que la causa fue un desperfecto eléctrico". El edificio de la estación fue evacuado y el incendio fue controlado, a pesar de que se decía que hubo un daño extenso, incluyendo una inundación y un colapso de humo en los estudios. WABC-TV reinició su transmisión alrededor de la 1:00 a. m. el 28 de mayo de 2007.
Debido al incendio, el canal emitió Eyewitness News desde el escritorio principal del departamento de prensa, mientras que Live with Regis and Kelly, cuyo estudio también se vio afectado, compartió un estudio con Who Wants to Be a Millionaire. El 20 de junio, Eyewitness News y Live with Regis and Kelly volvieron a emitirse desde sus estudios principales.

## Televisión digital
El canal digital de la estación está multiplexado:

### WABC-TV
Canales digitales
| Canal | Vídeo | Aspecto | Nombre   | Programación                |
| ----- | ----- | ------- | -------- | --------------------------- |
| 7.1   | 720p  | 16:9    | WABC-HD  | Programación de WABC-TV/ABC |
| 7.2   | 720p  | 16:9    | Localish | Localish                    |
| 7.3   | 480i  | 16:9    | ThisTV   | This TV                     |
| 7.4   | 480i  | 16:9    | HSN      | HSN                         |

### Conversión análoga a digital
Después de la transición a la televisión digital en los Estados Unidos, agendada para el 12 de junio de 2009, WABC-DT se movería al canal VHF 7 dejado libre por el saliente WABC-TV. Después de la transición, WABC, WPIX, y WNET no serán parte de la antena UHF del Empire State, por lo que retornarán a sus antenas y frecuencias VHF.

## Noticieros
WABC-TV es famoso por haber popularizado el formato Eyewitness News, en el cual los reporteros presentan sus historias directamente al público televidente. El director de noticias Al Primo compró el formato para WABC-TV en 1968 al canal KYW-TV de Filadelfia, pero le agregó la conversación que se produce entre el presentador y los reporteros. Primo utilizó una secuencia musical que aparece en la película de 1967 Cool Hand Luke como tema musical del noticiero ya que la melodía tiene un ritmo semejante a la de un telégrafo. Rápidamente el formato Eyewitness News fue adoptado por tres de las otras estaciones adquiridas y operadas en ABC (WLS-TV en Chicago, KABC-TV en Los Ángeles, y KGO-TV en San Francisco).
El formato le otorgó un nuevo aire al departamento de prensa, logrando en menos de un año superar en los índices de audiencia a los noticieros de WCBS-TV y WNBC-TV. Pasó la mayor parte de la década luchando por los primeros puestos junto con WCBS-TV. En un momento de los años 80, cayó al último lugar, pero seguía peleando con WNBC-TV por el segundo lugar. En 1985, la estación trasladó al director de noticias de WLS-TV, Bill Applegate, de Chicago a Nueva York. Applegate tenía el crédito de llevar a WLS-TV del último lugar a encabezar la lista en las mediciones de audiencia en sólo dos años, y ABC supuso que podría hacer lo mismo con sus noticieros neoyorquinos. Esta esperanza dio frutos, ya que en 1987 WABC-TV volvió al primer lugar, y desde ese entonces ha crecido tanto su audiencia que es considerada la estación de televisión más vista en los Estados Unidos.
Durante 18 años, Roger Grimsby fue el rostro de Eyewitness News. Era conocido por su frase de apertura, «Good Evening, I'm Roger Grimsby, hear now the news» (en español: «Buenas noches, soy Roger Grimsby, escuche ahora las noticias»), y su frase de cierre, «Hoping your news is good news, I'm Roger Grismby» (en español: «Esperando que sus noticias sean buenas nuevas, soy Roger Grismby»). El 16 de abril de 1986, Grimsby fue despedido y rápidamente contratado por la estación rival, WNBC. Su compañero más famoso en el escritorio fue Bill Beutel, el cual anteriormente había presentado las noticias en WABC-TV desde 1962 a 1968, antes de pasar dos años como el corresponsal en jefe de la cadena en Londres. Beutel dejó de presentar noticias en 2001, dos años antes de su retiro.
WABC-TV coopera con su estación hermana, WPVI-TV de Filadelfia (la cual popularizó el formato Action News) para la producción de debates políticos para el estado de Nueva Jersey.
Eyewitness News emite cuatro horas y media de noticias diariamente, tres horas los sábados y cuatro horas los domingos. Los noticieros son reemitidos en uno de los subcanales digitales del canal 7, el cual sirve de canal de noticias y canal del tiempo. El sitio web de WABC-TV posee un enlace de video en vivo de «Eyewitness News Now», el cual ofrece el pronóstico del tiempo local y nacional de AccuWeather. También se entregan titulares y actualizaciones. El formato de «Eyewitness News Now» es similar al de NBC Weather Plus.
El 2 de diciembre de 2006, WABC-TV comenzó a emitir sus noticieros en alta definición, siendo la segunda estación en el mercado televisivo de Nueva York en realizar dicho adelanto.

## Personalidades actuales

### Presentadores
- Ken Rosato - días de semana de 5 a 7 a. m. y de 12 a 12:30 p. m.
- Lori Stokes - días de semana de 5 a 7 a. m. y de 12 a 12:30 p. m.
- Diana Williams - días de semana de 5 a 6 p. m. / Conductora de Up Close with Diana Williams
- Sade Baderinwa - días de semana de 5 a 6 p. m.
- Bill Ritter - días de semana 6 y 11 p. m.
- Liz Cho - días de semana 6 y 11 p. m.
- Sandra Bookman - fines de semana en la noche
- Michelle Charlesworth - fines de semana en la mañana
- Phil Lipof - fines de semana en la mañana
- Bill Ritter - días de semana 6 y 11 p. m.
- Lori Stokes - días de semana en la mañana y mediodía
- Sandra Bookman - fines de semana en la noche
- Michelle Charlesworth - fines de semana en la mañana
- Joe Torres - fines de semana en la noche / anfitrión de Tiempo

### Meteorólogo
- Bill Evans - meteorólogo de los días de semana en la mañana
- Lee Goldberg - meteorólogo jefe / días de semana en la tarde
- Heidi Jones - meteorólogo de fines de semana en la tarde
- Jeff Smith - meteorólogo de fines de semana en la mañana

### Deportes
- Scott Clark - director de deportes / días de semana en la noche
- Marvell Scott - reportero / fines de semana en la tarde / días de semana en la mañana
- Jessica Taff - reportera / fines de semana en la mañana

### Otros
- Gil Noble - anfitrión de Like It Is

### Reporteros
- Dr.Jay Adlersberg (Medicina)
- NJ Burkett
- Michelle Charlesworth
- Lisa Colagrossi
- Lauren DeFranco (Long Island)
- Jim Dolan
- Dave Evans (Política)
- Tim Fleischer
- Lauren Glassberg
- Jim Hoffer (Investigativo)
- Anthony Johnson  (New Jersey)
- Sandy Kenyon (Entretención)
- Carolina Leid
- Jen Maxfield
- Art McFarland (Educación)
- Jeff Pegues
- Tappy Phillips (Consumo)
- Nina Pineda
- Kemberly Richardson
- Jamie Roth
- Stacey Sager
- Emily Smith (Long Island)
- Marcus Solis (Westchester)
- Sarah Wallace (Investigativo)
- Lucy Yang
- Toni Yates (Nueva Jersey)
- John Del Giorno (Helicóptero 7HD)
- Shannon Sohn (Helicóptero 7HD)
- Ed Hues (Helicóptero 7HD)

### Personalidades del pasado
| - Roz Abrams - Ernie Anastos - Tex Antoine - William Aylward - Jerry Azar - Steve Bartelstein - Bill Beutel - Bill Bonds - Jim Bouton - Sam Champion - Spencer Christian - Bertha Coombs - Howard Cosell - Penny Crone - Pat Dawson - Jay DeDapper - Tom Dunn - Tracy Egan - Cheryl Fiandaca - Andy Field - Frank Field - Ira Joe Fisher - Celeste Ford - Linda Gialanella - Frank Gifford - Roger Grimsby - Robb Hanrahan - Steve Hartman - Edye Hill |  | - Magee Hickey - Chauncey Howell - Greg Hurst - Carol Iovanna - Doug Johnson - John Johnson - Veronica Johnson - Larry Kane - Katie Kelly - Bob Lape - Milton Lewis - Judy Licht - Nancy Loo - Dorothy Lucey - Felipe Luciano - Joan Lunden - Sal Marchiano - John Marler - Harry Martin - Doris McMillian - Corey McPherrin - Larry Mendte - George Michael - Bob Miller - Ed Miller - Tim Minton - David Novarro - Charles Perez |  | - Richie Powers - Geraldo Rivera - Gloria Rojas - Susan Roesgen - Jeff Rossen - Samantha Ryan - Rose Ann Scamardella - John Schubeck - Rosanna Scotto - Roger Sharp - Joel Siegel - John Slattery - Tom Snyder - Lara Spencer - Marc Stevens - Carolina Tarazona - Melba Tolliver - Kaity Tong - John Bartholomew Tucker - David Ushery - Dell Wade - Rolonda Watts - Chee Chee Williams - Joe Witte - Warner Wolf - Jenna Wolfe - Myriam Wright - Lou Young |

### Nombres del noticiero
- John Daly with World News (1953-1956)
- John Cameron Swayze & the News (1956-1962)
- The Big News (1962-1965)
- Channel 7 News (1965-1968)
- Channel 7 Eyewitness News (1968-Actualidad)

## Nombres de los bloques de cine
- The Night Show (1956-1963)
- The Best of Broadway (1963-1969)
- The Big Show (1963-1966, 1968-1969)
- The 6 O'Clock Movie (1966-1968)
- The 4:30 Movie (1969-1981)
- Saturday/Sunday Night Movie (1969-1987)
- Prize Movie (1969-1973)
- The Morning Movie (1973-1977)
- The Movie in the Morning (1977-1983)
- Spring Cinema (1983)
- The Movie Matinee (1969-1979)
- Channel 7 Late Movie (1979-1998, primario, 2004-Actualidad, secundario)
- ABC 7 Late Movie (1998-Actualidad, primario)

## Direcciones de las oficinas
Las oficinas originales de WABC-TV estaban ubicadas en 77 West 66th Street, con sus estudios en 7 West 66th Street. Había un túnel subterráneo que conectaba los estudios de ABC con el vestíbulo del Hotel des Artistes, una cuadra al norte de West 66th Street. Existe otro estudio dentro del Hotel des Artistes que es utilizado por Eyewitness News Conference.
Como parte del programa de expansión de ABC, iniciado en 1977, ABC construyó el 7 Lincoln Square en la esquina sudeste de West 66th Street con la Novena Avenida, donde antes se ubicaba una bodega abandonada. Al mismo tiempo, la construcción se inició en 30 West 67th Street, en el sitio de un antiguo aparcadero. Ambos edificios fueron completados en junio de 1979, y WABC-TV trasladó sus oficinas de 77 West 66th Street al 7 Lincoln Square.